# Martin Ochsner
Martin Ochsner (* 16. Februar 1862 in Einsiedeln; † 8. Januar 1939 ebenda, heimatberechtigt in Einsiedeln) war ein Schweizer Politiker (KVP/CVP).

## Biografie
Martin Ochsner wurde am 16. Februar 1862 in Einsiedeln als Sohn des Kaufmanns Martin Anton Ochsner geboren. Nach abgelegter Matura an der Stiftsschule Einsiedeln absolvierte Martin Ochsner ein Studium der Rechte an den Universitäten München, Bern, Lausanne sowie Heidelberg. In der Folge war Ochsner zunächst als Anwalt in Einsiedeln, von 1888 bis 1898 als kantonaler Verhörrichter, daran anschliessend bis 1904 als Kanzleidirektor in Schwyz und schliesslich ab 1904 wieder als Anwalt in Einsiedeln tätig.
Parallel dazu verfolgte Martin Ochsner als Mitglied der Katholischen Volkspartei eine politische Karriere. Er wurde 1898 in den Schwyzer Kantonsrat gewählt, dem er danach bis 1916 angehörte und den er zwischen 1906 und 1907 präsidierte. Zudem war er von 1910 bis 1922 als Vorsteher des Departements des Innern im Regierungsrat vertreten. Zusätzlich stand er der Regierung zwischen 1912 und 1914 als Landammann vor. Daneben amtierte Ochsner bis 1908 als Bezirksstatthalter, anschliessend bis 1911 als Bezirksammann des Bezirks Einsiedeln. Auf Bundesebene vertrat er seinen Kanton von 1908 bis zu seinem Tod im Ständerat. Er hatte Einsitz in 155 Kommissionen.
Ochsner verfasste zahlreiche historische Publikationen über den Kanton Schwyz. Er fungierte von 1895 bis 1903 als Aktuar, anschliessend bis 1939 als Präsident des Historischen Vereins des Kantons Schwyz. In der Schweizer Armee diente er im Rang eines Oberstleutnants.
Martin Ochsner, der unverheiratet blieb, verstarb am 8. Januar 1939 wenige Wochen vor Vollendung seines 77. Lebensjahres in Einsiedeln.